# Marek Mossakowski
Marek Mossakowski (ur. 25 kwietnia 1957 w Warszawie) – polski przedsiębiorca-antykwariusz. Z racji przejęcia 14 budynków i licznych roszczeń wysuwanych do kolejnych nieruchomości w ramach procesu reprywatyzacji w Warszawie zwany „kolekcjonerem kamienic”.

## Życiorys

### Edukacja i początki kariery biznesowej
Ukończył studia w Szkole Głównej Gospodarstwa Wiejskiego w Warszawie na kierunku ekonomia. Karierę zaczynał jako pełnomocnik firmy polonijnej Stefania należącej do Polsko-Polonijnej Izby Przemysłowo-Handlowej „Inter-Polcom”, dzięki czemu na początku lat 80. XX wieku podróżował m.in. do Algierii, Singapuru i Turcji.
W latach 80. był właścicielem antykwariatu w Warszawie. Na początku lat 90. zaczął prowadzić Dom Aukcyjny Noble House. Dom Aukcyjny nie był jednak dochodowy.

To, co dzieje się teraz, to zupełna zgroza. Ja już nie szukam naprawdę dobrych przedmiotów, bo udaje mi się sprzedać tylko najtańsze i tandetne

### Reprywatyzacja w Warszawie
W 1999 zaczął odkupować od spadkobierców roszczenia do własności kamienic, które na mocy dekretu Bieruta z 1945 przeszły na własność gminy m.st. Warszawy. W 1999 zakupił udział w roszczeniach do kamienicy przy ulicy Hożej. W kolejnych latach skupował kolejne udziały w roszczeniach do innych budynków. W 2002 lub 2003 przedstawił w urzędzie miejskim listę ponad 50 gruntów w stolicy zatytułowaną Moje Grunty Warszawskie, żądając ich zwrotu. Po raz pierwszy publicznie wystąpił w sprawie lokalowej, kupując roszczenia od właścicieli restauracji „Literacka” na warszawskiej Starówce, którym kibice Legii Warszawa w 2002 zdemolowali lokal, dzięki czemu uzyskał odszkodowanie od klubu piłkarskiego. Odszkodowanie w wysokości 32 tysięcy złotych przyznał sąd apelacyjny w 2006.

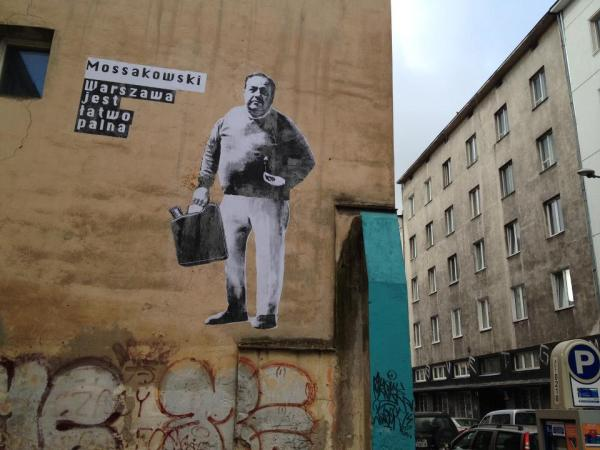
Mural na kamienicy przy ulicy Widok w Warszawie z wizerunkiem Marka Mossakowskiego, który powstał 1 marca 2012 – w rocznicę śmierci zamordowanej lokatorki Jolanty Brzeskiej

W 2005 Mossakowski założył wraz z matką stowarzyszenie „Poszkodowani”, pod szyldem którego miał walczyć o prawa osób dotkniętych nacjonalizacją. Przejął wiele warszawskich nieruchomości m.in.: przy ul. Hożej, ul. Kłopotowskiego, ul. Floriańskiej, ul. Francuskiej, trzy kamienice przy Krakowskim Przedmieściu, przy Dynasach, Odolańskiej, Otwockiej, Nabielaka, Dahlberga. Roszczenia do nich kupował za sumy od 100 do 1000 zł. Następnie po przejęciu kamienicy wielokrotnie podwyższał lokatorom czynsz – tak, by nie mogli go płacić, a następnie składał pozwy o eksmisję, w związku z czym opisywany był jako bezwzględny i skuteczny, gdyż „usunięcie komunalnych lokatorów to dla niego tylko kwestia czasu”. Z kolei sam Mossakowski swoją działalność określał „przywracaniem prawa”.
W latach 2003–2004 nabył prawa do nieruchomości na Mokotowie przy ul. Nabielaka 9. Pod tym numerem mieszkała Jolanta Brzeska, działaczka społeczna zaangażowana w obronę eksmitowanych lokatorów, którą zamordowano w 2011.
W grudniu 2017 Komisja Weryfikacyjna uchyliła decyzję prezydenta Warszawy z 24 stycznia 2006 dotyczącą reprywatyzacji kamienicy przy ul. Nabielaka 9. Stwierdzono, że decyzję wydano z naruszeniem prawa, w związku z czym Mossakowski miał zwrócić miastu 2,943 mln zł. 21 sierpnia 2018 został zatrzymany przez Centralne Biuro Antykorupcyjne na polecenie Prokuratury Regionalnej we Wrocławiu pod zarzutem przywłaszczenia praw majątkowych dotyczących nieruchomości położonej w Warszawie przy ul. Opoczyńskiej 4B oraz nieruchomości Folwark Służewiec. Łączną wartość obu nieruchomości oszacowano na co najmniej 11,5 mln zł. 2 dni później podjęto decyzję o jego aresztowaniu. 3 grudnia 2018 Mossakowski został w I instancji skazany przez Sąd Okręgowy w Warszawie za usiłowanie oszustwa przy reprywatyzacji kamienicy przy ul. Targowej 66 na karę 60 tys. zł grzywny oraz obciążył kosztami sądowymi w wysokości 31 tys. zł. 19 października 2019 Sąd Apelacyjny w Warszawie prawomocnie skazał Mossakowskiego, oprócz grzywny wymierzając mu także karę półtora roku pozbawienia wolności. W czerwcu 2021 wyrok został uchylony przez Sąd Najwyższy, a sprawa zwrócona do Sądu Apelacyjnego do ponownego rozpatrzenia.
W lipcu 2023 Sąd Okręgowy w Warszawie skazał Mossakowskiego na karę 2,5 roku pozbawienia wolności za działania podejmowane podczas procesu reprywatyzacyjnego nieruchomości przy ul. Dynasy 4 w Warszawie.

#### Hoża 25A
Po wydaniu kamienicy przy ul. Hożej 25A (niekiedy występującej jako Hoża 25) Mossakowski zażądał od m.st. Warszawy 5 mln zł za bezumowne korzystanie z nieruchomości w latach poprzedzających jej reprywatyzację. Mossakowski stosował wobec lokatorów praktyki typowe dla czyszczenia kamienicy, np. odcięcie od mediów i wywozu śmieci. Ostatnia lokatorka miała być wyniesiona na noszach.
17 grudnia 2015 Sąd Najwyższy unieważnił nabycie przez Mossakowskiego nieruchomości przy ul. Hożej 25a, uznając zakup roszczeń za kwotę 50 zł za niewspółmiernie niską do wartości nieruchomości. Nadto Mossakowski musiał zwrócić 1,6 mln zł odszkodowania, które wcześniej otrzymał do Urzędu Miasta. Wyrok ten spotkał się z aprobatą w mediach i wśród ekspertów. Także sądy powoływały się na niego w innych orzeczeniach ze względu na przyjęcie w postępowaniach reprywatyzacyjnych prymatu słuszności i potrzeby wyrównywania krzywd dziejowych nad ściśle rozumianą swobodą umów.
Sąd w uzasadnieniu napisał: „Należy więc przyznać rację skarżącemu, że (...) należy ocenić, czy z punktu widzenia ogółu ludzi uczciwych i rozumnych, jest zgodna z elementarnymi zasadami uczciwości i przyzwoitości umowa, na mocy której obrotna i przedsiębiorcza osoba, znakomicie obeznana z zagadnieniami dotyczącymi nieruchomości objętych dekretem warszawskim, kupuje za 50 złotych od spadkobierczyni przedwojennych właścicieli budynku w centrum Warszawy, osoby schorowanej, w podeszłym wieku, skromnie sytuowanej, roszczenie o wynagrodzenie za korzystanie z tego budynku przez pozwanego, w sytuacji, w której nabywca tej wierzytelności doskonale zdaje sobie sprawę, że wierzytelność ta przedstawia dużą wartość. Niewątpliwie ponownego rozważenia wymaga, czy moralne jest, aby osoba, która nie tylko nigdy nie została pokrzywdzona działaniem dekretu warszawskiego, ale która roszczenie o wynagrodzenie za bezumowne korzystanie z budynku, nabyła od osoby uprawnionej za 50 złotych, czyli ułamek faktycznej wartości, odniosła korzyści z tego tytułu, kosztem środków publicznych, czyniąc z tego rodzaju działalności źródło znacznych przychodów, nieadekwatnych do zainwestowanych środków.”

## Moje grunty warszawskie

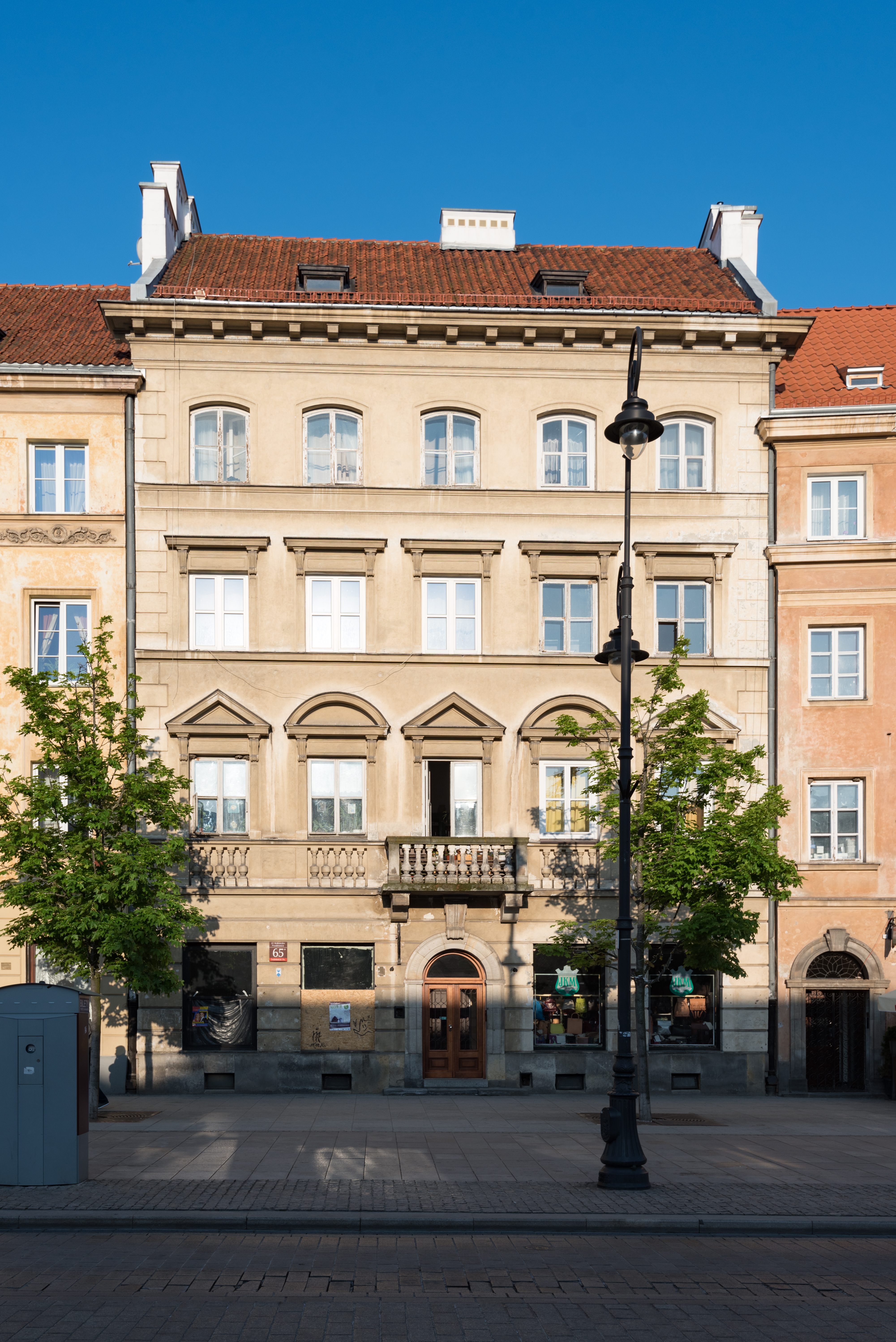
Kamienica nr 65 przy Krakowskim Przedmieściu, jeden z budynków przejętych przez Marka Mossakowskiego

17 października 2016 „Gazeta Wyborcza” opublikowała interaktywną mapę z adresami, które Marek Mossakowski umieścił na swojej liście „Moje grunty warszawskie”.

### Budynki przejęte
- Dahlberga 5
- Ząbkowska 9
- Białostocka 10/12
- Hoża 25
- Krakowskie Przedmieście 35
- Nabielaka 9
- Krakowskie Przedmieście 65
- Otwocka 10
- Łukowska 29
- Francuska 30
- Jana Kazimierza 1/29
- Saska 54
- Barszczewska 7
- Berezyńska 3

### Pozostałe
- Berezyńska 2
- Srebrna 16
- Krucza 3
- Piwna 19
- Jaracza 8
- Okrzei 13
- Krakowskie Przedmieście 4/6
- Krakowskie Przedmieście 2
- Londyńska 2
- Londyńska 28
- Francuska 27
- Biskupia 22
- Targowa 66
- Kłopotowskiego 38
- Jagiellońska 14
- Orzeszkowej 10/12
- Marszałkowska 97
- Al. Jerozolimskie 75
- Chmielna 74
- Grzybowska 36
- Ursynowska 36/38
- Pińska 15
- Mariensztat 14
- Czerwonego Krzyża 4
- Dzielna 59
- Nowy Świat 27
- Wspólna 53
- Mokotowska 1
- Sielecka 36
- Hoża 12
- Mariesztat 7
- Kopernika 31
- Chopina 4
- Wilcza 79
- Nowy Świat 21
- Bema 4
- Saska 58
- Al. Jerozolimskie 115
- Cząstkowska 44
- Czarnieckiego 40
- al. Wilanowska 331
- Wielicka 13
- Bagatela 14
- Piękna 42
- Nowy Świat 27
- Wilcza 46/48
- Dynasy 4
- Piwna 21
- Rysia 1
- Dobra 87
- Nowińska 5
- al. Waszyngtona 63
- al. Stanów Zjednoczonych 47
- al. Stanów Zjednoczonych 49
- Łochowska 13
- Piotra Skargi 6
- Borzymowska 40

## Rodzina
Jego ojciec, Zygmunt Mossakowski, był antykwariuszem i prowadził antykwariat, w którym przyszły prezydent Warszawy, Paweł Piskorski, miał sprzedać antyki na kwotę 1 miliona złotych. Po kilku latach prokuratura uznała, że umowa między nimi została sfałszowana. Marek Mossakowski zeznał w Centralnym Biurze Śledczym i Centralnym Biurze Antykorupcyjnym, że nie widział u ojca kolekcji od Piskorskiego ani jej nie odziedziczył.
W latach 1966–1971 Zygmunt Mossakowski handlował dewizami, przemycał złoto, a także prowadził firmę w Belgii (w 1975 został za to skazany na 6 lat więzienia, 870 tysięcy złotych grzywny oraz konfiskatę majątku). Był również członkiem „Gangu Złotogłowych”. Matka, Barbara Maria Zdrenka (ur. 1933), stała się oficjalnie właścicielką większości nieruchomości, w których jej syn miał występować w roli zarządcy. Dziadkiem Marka Mossakowskiego był literat Michał Rusinek (1904–2001).

## Oddźwięk w kulturze
Marek Mossakowski stał się bohaterem utworu „Piosenka o różnych rzeczach” piosenkarza Pablopavo.
W nawiązaniu do morderstwa Jolanty Brzeskiej na kilku kamienicach w Warszawie pojawił się mural z podobizną Marka Mossakowskiego opatrzony podpisem: „Warszawa jest łatwopalna”. Autorzy oznajmili, że grafika stanowi inaugurację kampanii Warszawskie Kanalie. Swoje oświadczenie zatytułowali „Mossakowski na prezydenta!”
25 lutego 2012 w Teatrze Dramatycznym miała miejsce premiera sztuki Kto zabił Alonę Iwanowną? w reżyserii Michała Kmiecika, inspirowanej Zbrodnią i karą Fiodora Dostojewskiego. Jednym z bohaterów spektaklu był Marek Mossakowski, „kamienicznik-wyzyskiwacz”.
W 2018 Stowarzyszenie Dziennikarzy Polskich przyznało Nagrodę Watergate dziennikarstwa śledczego autorom (Dorota Kania, Robert Krauz i Anna Zapert) reportażu telewizyjnego Prawdziwa historia człowieka od reprywatyzacji M. Mossakowskiego, który został wyemitowany w programie „Koniec Systemu” w Telewizji Republika.